# Le Bignon

Localització de Le Bignon

Le Bignon (en bretó Bignon) és un municipi francès, situat a la regió de Loira Atlàntic, al departament de Loira Atlàntic, que històricament ha format part de la Bretanya. L'any 2006 tenia 3.111 habitants. Limita amb Vertou al nord, Les Sorinières, Pont-Saint-Martin (Loira Atlàntic), La Chevrolière, Geneston, Montbert i Château-Thébaud.

## Demografia
| 1962                                       | 1968  | 1975  | 1982  | 1990  | 1999  |
| ------------------------------------------ | ----- | ----- | ----- | ----- | ----- |
| 1.438                                      | 1.471 | 1.880 | 2.279 | 2.378 | 2.582 |
| Des de 1962: població sense dobles comptes |       |       |       |       |       |

## Administració
| Període   | Identitat                       | Partit |
| --------- | ------------------------------- | ------ |
| 1871-1919 | Charles-Marie D'Aviau De Ternay |        |
| 1919-1935 | Gaëtan D'Aviau De Ternay        |        |
| 1935-1977 | Hubert D'Aviau De Ternay        |        |
| 1977-1995 | Paul Marnier                    |        |
| 1995-     | Martin Legeay                   | UMP    |